# 공해의 자유

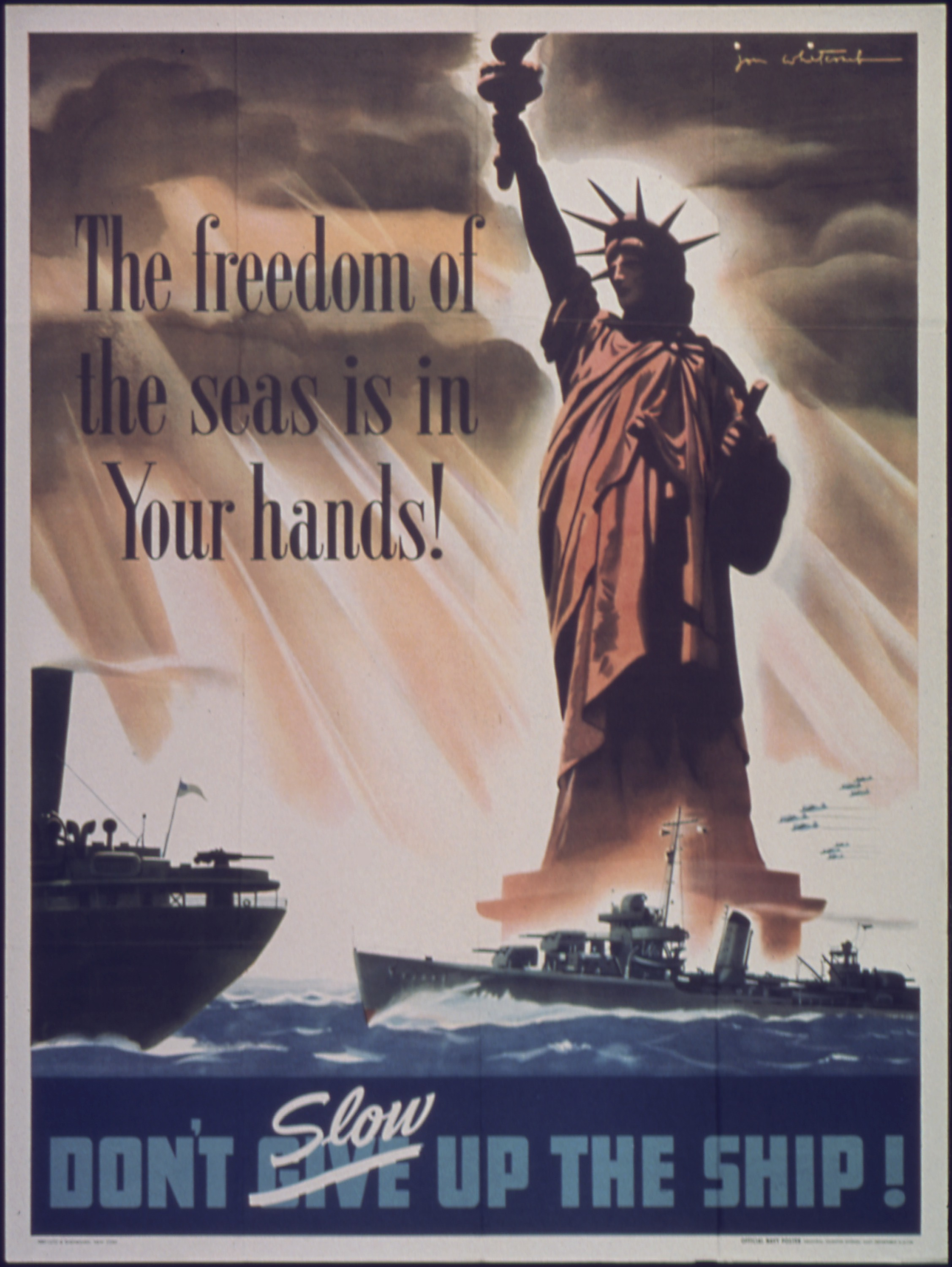
공해의 자유, 제2차 세계 대전 미국 포스터

공해의 자유(公海의 自由, 영어: freedom of the seas, 라틴어: mare liberum), 해양의 자유, 공해의 자유 항행권은 해양법의 원칙이다. 이는 대양을 항해할 수 있는 자유를 강조한다. 또한 물에서 벌어지는 전쟁을 반대한다. 자유는 반드시 필요한 국제 협정에 의해서만 침해될 수 있다.
이 원칙은 제1차 세계 대전 당시 미국의 대통령 우드로 윌슨이 제안한 14개 조항 중 하나였다. 대통령은 의회 연설에서 이렇게 말했다.
평화시와 전쟁시 모두 영해 밖 바다에서 항행의 절대적인 자유이다. 단, 국제 조약의 집행을 위한 국제 조치에 의해 바다가 전부 또는 부분적으로 폐쇄될 수 있는 경우는 예외이다.

미국의 동맹국인 영국과 프랑스는 당시 영국도 상당한 해군력을 갖고 있었기 때문에 이 점에 반대했다. 윌슨의 다른 주장과 마찬가지로 공해의 자유도 독일 정부에 의해 거부되었다.
오늘날 "공해의 자유"라는 개념은 해양법에 관한 유엔 협약 제87조 1항에 명시되어 있다.

## 같이 보기
- 공해 (바다)
- 알카소바스 조약
- 토르데시야스 조약